# تریمازوسین
تریمازوسین (انگلیسی: Trimazosin) یک داروی مسدودکننده سمپاتولیتیک آلفا-۱ است.